# Dark Money
Dark Money: The Hidden History of the Billionaires Behind the Rise of the Radical Right ist ein im Jahr 2016 erschienenes Sachbuch der Investigativjournalistin Jane Mayer, das Aufstieg und Einfluss eines Netzwerks von extrem wohlhabenden Konservativen um die Brüder Charles G. Koch und David H. Koch auf die Politik beschreibt.
Jane Mayer, angestellte Autorin bei The New Yorker, arbeitete fünf Jahre lang an den Recherchen zu diesem Werk und nutzte dabei mehrere hundert Gewährsleute. Darunter waren Geschäftspartner und politische Weggefährten, aber auch Konkurrenten von Charles G. Koch und David H. Koch. Die Koch-Brüder selbst waren, wie viele andere Mitglieder des Netzwerks auch, zu keinem Interview bereit.

## Rezeption
Im Januar 2016 wurde das Buch im New York Times Book Review von Alan Ehrenhalt positiv besprochen. Er stellte heraus, dass die Einflussnahme von Plutokraten zwar historisch bekannt sei, die Methode des Netzwerkes um die Koch-Brüder, dies über Think Tanks und die Finanzierung von Universitätsprogrammen zu erreichen, aber eine neue Entwicklung darstelle. Durch die Entscheidung im Fall Citizens United v. Federal Election Commission durch den Obersten Gerichtshof der Vereinigten Staaten seien kaum noch gesetzliche Regelungen vorhanden, diese Form von Lobbyismus zu verhindern. Ehrenhalt schätzt Dark Money als eine umfangreiche und gut dokumentierte Reportage ein.
Im Guardian rezensierte der Autor Charles Kaiser gleichfalls im Januar 2016 Dark Money sehr positiv und bezeichnete es unter anderem als unverzichtbare Lektüre. Für Kaiser sind vor allem die Enthüllungen über Fred C. Koch hinsichtlich seiner Zusammenarbeit mit Stalin und dem Dritten Reich sowie der Erziehung seiner Kinder überraschende Erkenntnisse.

## Ausgaben
- Dark Money: The Hidden History of the Billionaires Behind the Rise of the Radical Right. Doubleday, New York 2016, ISBN 978-0-3855-3559-5.